# Veterator (araignée)
Genre
Veterator est un genre fossile d'araignées aranéomorphes de la famille des Trochanteriidae.

## Distribution
Les espèces de ce genre ont été découvertes dans de l'ambre du Chiapas au Mexique et de la République dominicaine. Elles datent du Néogène.

## Liste des espèces
Selon The World Spider Catalog 17.0 :
- †Veterator angustus Wunderlich, 1988
- †Veterator ascutum Wunderlich, 1988
- †Veterator extinctus Petrunkevitch, 1963
- †Veterator incompletus Wunderlich, 1982
- †Veterator longipes Wunderlich, 1988
- †Veterator loricatus Wunderlich, 1988
- †Veterator porrectus Wunderlich, 1988
- †Veterator viduus Wunderlich, 1988

## Publication originale
- Petrunkevitch, 1963 : Chiapas amber spiders. University of California Publications in Entomology, vol. 31, p. 1–40.